# Elezioni parlamentari in Bulgaria del 2017
Le elezioni parlamentari in Bulgaria del 2017 si tennero il 26 marzo per il rinnovo dell'Assemblea nazionale. In seguito all'esito elettorale, Bojko Borisov, espressione di Cittadini per lo Sviluppo Europeo della Bulgaria, divenne Primo ministro, nell'ambito di un governo di coalizione con Patrioti Uniti.
Le consultazioni ebbero luogo in anticipo rispetto alla scadenza naturale della precedente legislatura, fissata per il 2018, per effetto delle dimissioni rassegnate da Borisov, avvenute dopo la sconfitta di Cecka Cačeva, sostenuta da GERB, alle elezioni presidenziali del 2016.
La campagna elettorale iniziò ufficialmente il 24 febbraio.

## Sistema elettorale
I membri del parlamento sono eletti con il sistema proporzionale in 31 distretti elettorali (in ognuno vengono eletti tra 4 e 16 seggi). Lo sbarramento è del 4%.

## Risultati
| Liste                                                | Voti      | %     | Seggi |
| ---------------------------------------------------- | --------- | ----- | ----- |
| Cittadini per lo Sviluppo Europeo della Bulgaria     | 1 147 292 | 33,54 | 95    |
| Coalizione per la Bulgaria (BSP - KPB - Ekoglasnost) | 955 490   | 27,93 | 80    |
| Patrioti Uniti (VMRO - NFSB - Ataka)                 | 318 513   | 9,31  | 27    |
| Movimento per i Diritti e le Libertà                 | 315 976   | 9,24  | 26    |
| Volontà                                              | 145 637   | 4,26  | 12    |
| Blocco Riformatore (SDS - DBG - BZNS - GN)           | 107 407   | 3,14  | –     |
| Sì, Bulgaria! (I Verdi - DEOS)                       | 101 177   | 2,96  | –     |
| DOST - NPSD                                          | 100 479   | 2,94  | –     |
| Nuova Repubblica (DSB - SP - BDO)                    | 86 984    | 2,54  | –     |
| Alternativa per la Rinascita Bulgara - Movimento 21  | 54 412    | 1,59  | –     |
| Rinascita                                            | 37 896    | 1,11  | –     |
| Altri <0,50%                                         | 49 261    | 1,44  | –     |
| Totale                                               | 3 420 524 | 100   | 240   |